# Traviata (Fernando Previtali, 1960)
Traviata (Fernando Previtali, 1960) – kompletne nagranie Traviaty Giuseppe Verdiego z 1960 roku. Sesje nagraniowe odbywały się 16-25 czerwca w Operze Rzymskiej. Wydane w następnym roku na trzech płytach winylowych stereo nakładem wydawnictwa RCA Victor Red Seal.